# Señora ama (pel·lícula)
Señora ama és una pel·lícula hispano-mexicana de drama estrenada el 1955, dirigida per Julio Bracho i protagonitzada per Dolores del Río. La pel·lícula es basa en l'obra de teatre homònima de Jacinto Benavente.

## Sinopsi
La història tracta del matrimoni entre Feliciano (José Suárez) i Dominica (Dolores del Río), amos d'una hisenda. Tenen anys de casats, i Dominica no ha pogut concebre cap fill. Feliciano té fama de faldiller i d'haver engendrat molts fills il·legítims. S'implica que la seva infidelitat es deue a la incapacitat de la seva esposa de donar-li un fill. Dominica el defensa davant el públic però s'afligeix i li retreu en privat però mai es desvia del seu compromís d'estimar-lo fins a la mort.
A la casa viu també una noia, María Juana (María Luz Galicia), germana menor de Dominica. És una noia atrevida amb trets de gitana. Per raons que no s'expliquen amb claredat la van criar a la casa. Ja ha arribat a ser donzella i hi ha una tensió sexual molt forta entre ella i Feliciano, que ella encoratja i ell resisteix. La pel·lícula planteja una oposició clara entre Dominica, una dona de l'esperit, i María Juana, una dona de la carn.
Es decideix per la família que María Juana ha de casar-se amb el germà de Feliciano, José. María Juana no està enamorada de José i ho accepta de mala gana. Per tant, resulta no un triangle d'amor sinó un rectangle que es compon de Feliciano, Dominica, María Juana i José.
Les noces de María Juana i José està plena de mirades receloses. Festegen i s'emborratxen mentre els atia la munió, que està assabentada de tot.

## Repartiment
- Dolores del Río.... Dominica
- José Suárez.... Feliciano
- María Luz Galicia .... María Juana
- Manuel Monroy .... José

## Comentaris
Se suggereix una comparació entre aquesta pel·lícula i una altra treta de l'obra de Jacinto Benavente, La malquerida. La present no està mal però falten la ferocitat, la senzillesa i la perversitat dels sentiments de l'altra. Falta la claustrofòbia opressiva de la casa de la hisenda del Soto de La malquerida. El guió no extreu tot el possible de la situació.
Luis Gasca escrivia en 1976 que la pel·lícula és «poc més que una il·lustració de text». No li faltava raó. En aquest "poc més que" inclourem la lluminosa fotografia del hollywoodenc Ted Pahle, en una de les seves últimes aportacions al cinema espanyol.
L'adotzenada adaptació d'Enrique Llovet i el propi Bracho és d'altra banda un clar exponent, qui sap si involuntari, de cinema en la línia, cast i pedagògic, que els incondicionals de Dolores del Río i Jacinto Benavente sabran apreciar en el seu just valor. I els altres segurament també."